# Hassan Sylla Bakary
Hassan Sylla Ben Bakary est un journaliste et homme politique tchadien, membre du mouvement patriotique du salut (MPS).

## Biographie
Il a fait son cursus de l'école primaire en France avant de regagner le Tchad en 1986 pour le lycée jusqu'à l'obtention du baccalauréat en 1994.
Hassan Sylla est également membre du District 9150 de Rotary Club de Ndjamena

## Carrière
Après des études en journalisme, il revient au Tchad en 1997 et intègre la télévision nationale tchadienne, Télé Tchad, jusqu'à devenir directeur de la radio nationale tchadienne avant de devenir ministre de l'Information et de la Communication en 2011,.
Il est également le fondateur de FM Hagui, une radio culturelle privée à N'Djaména.